# Тавет Атлас
Тавет Атлас (псевдоним; настоящее имя Эспер Томпсон, родился 17 мая 1963 года в Тарту) — эстонский поэт и писатель.

## Творчество
- «Глас в пустыне» (2007) — сборник стихотворений
- «Галерея безрамных картин» (2011) — сборник стихотворений
- «Билет из России в жизнь» (2013) — роман
- «Помост ужасов на крыше тартуской ратуши» (2014) — роман из историй ужаса
- «Сотня околдованных дымков» (2016) — роман
- «Какому богу поклоняешься ты?» (2017) — сборник стихотворений
- «Никто не защищен» (2020) — роман

### Переводы на другие языки
Его стихотворения переведены на русский язык Борисом Балясным и Надеждой Катаевой-Валк.
Проза переведена на русский язык Мариной Тервонен.

### Публикации в сборниках
- «Музыка перевода II» Москва 2010
- Поэзия весны (Luulekevad) 2011, «К Хенне», стр. 40
- «Музыка перевода V» Москва 2013
- «Музыка перевода VI» Москва 2014
- Журнал «Творчество» («Looming») — 2015/10 [1]
- Журнал «Творчество» («Looming») — 2016/8 [2]
- Журнал «Творчество» («Looming») — 2017/6 [3]
- Журнал «Таллинн» («Tallinn») –2018/3-4
- Журнал «Творчество» («Looming») — 2019/1 [4]
- Журнал «Творчество» («Looming») —  2021/5

## Признание
Переводы Тавета Атласа были представлены на конкурсе «Музыка перевода» и в 2010 году. Одно из них («Налет ВВС НАТО/Белград») вошло в сборник конкурса. Перевел стихотворения Борис Балясный.
В 2013 году переводы четырех стихотворений Тавета Атласа заняли 5, 6, 14 и 75 места на пятом конкурсе «Музыка перевода». Переводы на русский язык сделаны Надеждой Катаевой-Валк. Два из них («Мое кладбище, мой самогонный аппарат» и "Женщина как рояль) вошли в сборник конкурса.
В 2014 году три перевода стихотворений Тавета Атласа заняли 14, 55 и 75 места на шестом конкурсе «Музыка перевода». Переводчик — Надежда Катаева-Валк. Одно из них («Грустно-пушистый лайк») вошло в сборник конкурса.
В 2015 году роман «Помост ужасов на крыше тартуской ратуши» был признан лучшим романом эстонского автора в ежегодном конкурсе «Сталкер», проводимом Союзом эстонской фантастики.

## Личная жизнь
Тавет Атлас женат. У него трое детей.

### Упоминания в научных работах
Философский факультет Тартуского университета, отделение эстонского языка. «Исследование поэтических текстов на тему эстонской истории по принципу концентрической интеграции в гимназической ступени». Магистерская диссертация Лийны Саксинг. Руководитель PhD Март Вельскер (Стихотворение о депортации «Кома народа»). http://dspace.ut.ee/bitstream/handle/10062/47027/Saksing_2015.pdf